# 200 Po Wstretschnoi Tour
Die 200 Po Wstretschnoi Tour war die erste Konzert-Tournee des russischen Gesangs-Duos t.A.T.u. Sie begann am 26. November 2000 in Moskau und endete am 16. April 2002 in Tel Aviv. Sie diente als Promotion für das gleichnamige Debüt-Album 200 Po Wstretschnoi, welches im Mai 2001 veröffentlicht wurde, und bis heute zu den meistverkauften Musikalben in Russland zählt.
In Russland und Osteuropa erregte die Tour große Aufmerksamkeit. Während jeder Show küssten sich die beiden Sängerinnen Jelena Katina und Julija Wolkowa mehrfach, forderten das Publikum auf, es ihnen gleichzutun, und zogen sich manchmal bis auf die Unterwäsche aus. All dies gehörte zur Marketing-Strategie des damaligen Managers Iwan Schapowalow, der auf Provokation als Erfolgsbeschleuniger setzte. Diese Art des Marketings war einem Großteil des in der Sowjetunion und deren Nachfolgestaaten aufgewachsenen Publikums aber völlig neu, sodass die Konzerte eine Vielzahl von Menschen anlockten. Die günstigen Konzertkarten (In Tjumen beispielsweise umgerechnet etwa 7 US-$) verstärkten diesen Effekt noch.
Mehrere der Konzerte fanden in kleineren Klubs und Diskos vor nur wenigen hundert Zuschauern statt, andere hingegen vor mehreren tausend Besuchern. Einige Shows wurden live vom russischen Ableger des Musiksenders MTV übertragen, beispielsweise der Auftritt am 17. März 2001 in der Moskauer Kreml-Halle. Ein im bulgarischen Plowdiw geplantes Konzert, für das bereits über 10.000 Konzertkarten verkauft worden waren, musste kurzfristig wegen Sicherheitsbedenken abgesagt werden. Laut dem damaligen bulgarischen Innenminister Petkanow hatte es zuvor bei einem Konzert in Gabrowo Krawalle gegeben. Tatsächlich zeigten sich die zuständigen Behörden bei vielen Auftritten überfordert, in Kasachstan wurde sogar das Militär zur Absicherung der Konzerte herangezogen. Nachdem t.A.T.u. mehrmals von Homophoben mit Flaschen und Steinen beworfen worden waren, engagierte ihr Manager Iwan Schapowalow einige ehemalige Speznas-Elitesoldaten als Bodyguards für die Dauer der Konzerttournee.
Bei fast allen Auftritten kam Playback zum Einsatz. Zu Beginn der Tour erhielten die beiden Sängerinnen Wolkowa und Katina umgerechnet jeweils 100 US-$ pro Auftritt, später 350 US-$ und letztlich 600 US-$.
| Setlist |
| --- |
| 1. Ja soschla s uma (Intro — Hardrum Remix) 2. «Ja soschla s uma» 3. «Satschem Ja» 4. «Ja twoja ne perwaja» 5. «30 minut» (Poltschassa) 6. «Nas ne dogonjat» 7. «Dostschitai do sta» 8. «Robot» 9. «Ja twoi wrag» 10. «Maltschik-Gei» 11. «30 minut» (Outtro — Moscow Grooves Institute Remix) 12. «Nas ne dogonjat» (Zugabe — Bei einigen Konzerten wurde stattdessen auch Ja soschla s uma erneut gespielt) |

Im zweiten Leg der Konzerttournee wurden außerdem noch die neu veröffentlichten Lieder Klouny und Prostyje dwischenija der Setlist hinzugefügt.

## Konzertdaten
Die nachfolgende Auflistung umfasst nur einige der wichtigsten Konzerte. Insgesamt fanden über 150 Auftritte statt.
| Erster Leg         |                            |             |                            |
| Europa             |                            |             |                            |
| 26. November 2000  | Moskau                     | Russland    | Element Club               |
| 10. Februar 2001   | Odessa                     | Ukraine     | Sportpalast                |
| 16. Februar 2001   | Jekaterinburg              | Russland    | Myshotera-Zirkus           |
| 18. Februar 2001   | Rostow am Don              | Russland    | Sporthalle                 |
| 23. Februar 2001   | Sankt Petersburg           | Russland    | Club „Plaza“               |
| 17. März 2001      | Moskau                     | Russland    | Kreml-Halle                |
| 27. Mai 2001       | Moskau                     | Russland    | Down Town                  |
| 2. Juni 2001       | Moskau                     | Russland    | Kreml-Halle                |
| 12. Juli 2001      | Krasnodar                  | Russland    |                            |
| 13. Juli 2001      | Minsk                      | Belarus     |                            |
| 15. Juli 2001      | Kiew                       | Ukraine     | Counterassembly-Gelände    |
| 1. August 2001     | Jekaterinburg              | Russland    | Zirkus-Arena               |
| 2. August 2001     | Tjumen                     | Russland    |                            |
| 10. August 2001    | Sotschi                    | Russland    | Strand                     |
| 18. August 2001    | Petropawlowsk-Kamtschatski | Russland    |                            |
| 19. August 2001    | Chabarowsk                 | Russland    |                            |
| 20. August 2001    | Yakutsk                    | Russland    |                            |
| 24. August 2001    | Malines                    | Ukraine     |                            |
| 8. September 2001  | Kiew                       | Ukraine     |                            |
| 10. September 2001 | Donezk                     | Ukraine     | Sportpalast „Freundschaft“ |
| 21. September 2001 | St. Petersburg             | Russland    |                            |
| 29. September 2001 | Saporischschja             | Ukraine     |                            |
| 30. September 2001 | Charkiw                    | Ukraine     |                            |
| 1. Oktober 2001    | Donezk                     | Ukraine     |                            |
| 3. Oktober 2001    | Krasnodar                  | Russland    |                            |
| 11. Oktober 2001   | St. Petersburg             | Russland    | Club Water Sea (Akvatoria) |
| 18. Oktober 2001   | Krasnodar                  | Russland    |                            |
| 19. Oktober 2001   | Rostow am Don              | Russland    |                            |
| 22. Oktober 2001   | Kiew                       | Ukraine     |                            |
| 29. Oktober 2001   | Dnipropetrowsk             | Ukraine     |                            |
| 17. November 2001  | Moskau                     | Russland    | Staatlicher Kremlpalast    |
| 23. November 2001  | St. Petersburg             | Russland    |                            |
| 4. Dezember 2001   | Rostow am Don              | Russland    |                            |
| 6. Dezember 2001   | Nischnewartowsk            | Russland    | Tuymen Area                |
| 8. Dezember 2001   | Kiew                       | Ukraine     | Counterassembly-Gelände    |
| 11. Dezember 2001  | Nischni Nowgorod           | Russland    |                            |
| 14. Dezember 2001  | Narva (Stadt)              | Estland     |                            |
| 20. Dezember 2001  | Tjumen                     | Russland    | Club „Octopus“             |
| 21. Dezember 2001  | Neu-Ulm                    | Deutschland | Disko „A7“                 |
| 22. Dezember 2001  | Wörrstadt                  | Deutschland | Disko „Ayr“                |
| 23. Dezember 2001  | Baden-Baden                | Deutschland |                            |
| 25. Dezember 2001  | Hamburg                    | Deutschland | Disko „Dogs“               |
| 25. Dezember 2001  | Hannover                   | Deutschland | Disko „Aurora“             |
| 26. Dezember 2001  | Kiew                       | Ukraine     |                            |
| Zweiter Leg        |                            |             |                            |
| 8. Februar 2002    | St. Petersburg             | Russland    | Yubileini Halle            |
| 15. Februar 2002   | Riga                       | Lettland    |                            |
| 22. Februar 2002   | Sofia                      | Bulgarien   |                            |
| 1. März 2002       | St. Petersburg             | Russland    | Club „Plaza“               |
| 5. April 2002      | Prag                       | Tschechien  |                            |
| 16. April 2002     | Tel Aviv                   | Israel      |                            |